# Ormiophasia obscura
Ormiophasia obscura är en tvåvingeart som först beskrevs av Seguy 1926.  Ormiophasia obscura ingår i släktet Ormiophasia och familjen parasitflugor. Inga underarter finns listade i Catalogue of Life.